# Famoudou Don Moye
"Famoudou" Don Moye (født 23. Maj 1946 i Rochester, New York, USA) er en amerikansk freejazz percussionist / trommeslager. 
Moye er mest kendt for sit medlemskab i The Art Ensemble of Chicago. Han er kendt for at mestre de afrikanske og caribiske percussioninstrumenter og mixe dem med sit trommesæt.
I midt 80'erne blev han medlem af gruppen The Leaders som spiller en bred pallette af stilarter inden for jazzen. Foruden Moye bestod gruppen af Lester Bowie på trompet, Kirk Lightsey på klaver, Cecil Mcbee på kontrabas, Arthur Blythe på altsaxofon, og Chico Freeman på tenorsaxofon. Gruppen lavede en række interessante plader, som dog ikke rigtig slog an. 
Moye Har også lavet soloplader i sit eget navn, og duo plader med saxofonisten Joseph Jarman, fra Art Ensemble of Chicago.

## Diskografi
- Famoudou Don Moye – Sun Percussion vol. 1
- Famoudou Don Moye & Joseph Jarman – Eqwu-Anwu
- Famoudou Don Moye, Joseph Jarman & Don Pullen – The Magic Triangle
- Famoudou Don Moye & Joseph Jarman – Black Paladins
- Famouduo Don Moye & John Tchicai – The African Tapes vol. 1 & 2
- Famouduo don Moye – Jam for your Life